# Rajd Tallinna
Rajd Tallinna, oryg. Tallinna Ralli – rajd samochodowy, odbywający się w Tallinnie w latach 1984–2018. Odbywał się także pod nazwami Rajd Baltika, Rajd Łady i Rajd Vana Toomas. Stanowił eliminację Pucharu Pokoju i Przyjaźni (1984), mistrzostw ZSRR, mistrzostw Estonii i mistrzostw Łotwy.

## Zwycięzcy
| Rok  | Kierowca               | Pilot               | Samochód                   | Zespół                           |
| ---- | ---------------------- | ------------------- | -------------------------- | -------------------------------- |
| 1984 | Vallo Soots            | Toomas Putmaker     | Łada 2105 VFTS             |                                  |
| 1986 | Nikołaj Bolszich       | Igor Bolszich       | Łada 2105 VFTS             | Awtoexport                       |
| 1987 | Eugenijus Tumalevičius | Pranas Videika      | Łada 2105 VFTS             |                                  |
| 1988 | Sampsa Junnila         | Timo Tuominen       | Peugeot 205 GTI            | Maan Auto OY Petikko             |
| 1989 | Tomi Palmqvist         | Juha Saarinen       | Lancia Delta Integrale     |                                  |
| 1990 | Seppo Mustonen         | Jarmo Mahonen       | Lancia Delta Integrale     |                                  |
| 1991 | Seppo Mustonen         | Martti Kaasinen     | Lancia Delta Integrale 16V |                                  |
| 1992 | Pekka Lillbacka        | Olli Räikkönen      | Toyota Celica GT-4         |                                  |
| 1993 | Jouko Puhakka          | Keijo Eerola        | Mitsubishi Galant VR-4     |                                  |
| 1994 | Sebastian Lindholm     | Frederik Eklundh    | Ford Escort RS Cosworth    | Ford Team Finland                |
| 1995 | Sebastian Lindholm     | Pertti Lahtinen     | Ford Escort RS Cosworth    |                                  |
| 1996 | Sebastian Lindholm     | Pertti Lahtinen     | Ford Escort RS Cosworth    | Ford Team Finland                |
| 1997 | Riho Parts             | Aare Kaaristo       | Mitsubishi Lancer Evo III  | EMEX                             |
| 1998 | Markko Märtin          | Toomas Kitsing      | Toyota Celica GT-Four      | E.O.S. - Finest                  |
| 1999 | Ivar Raidam            | Robert Lepikson     | Mitsubishi Lancer Evo III  | Harju KEK Ralliklubi             |
| 2000 | Saku Vierimaa          | Asko Sairanen       | Ford Escort RS Cosworth    |                                  |
| 2001 | Dmitri Mälson          | Aleksander Kornilov | Toyota Corolla WRC         | Cueks Racing                     |
| 2002 | Margus Murakas         | Toomas Kitsing      | Toyota Corolla WRC         | Toyota Castrol Baltic Rally Team |
| 2003 | Margus Murakas         | Toomas Kitsing      | Ford Focus WRC '01         |                                  |
| 2004 | Sebastian Lindholm     | Pertti Lahtinen     | Peugeot 206 WRC            | Peugeot Sport Finland            |
| 2005 | Jouni Ampuja           | Jarmo Lehtinen      | Ford Focus WRC '01         |                                  |
| 2006 | Sebastian Lindholm     | Tomi Tuominen       | Peugeot 206 WRC            | Peugeot Sport Finland            |
| 2007 | Toni Klemets           | Panu Plosila        | Mitsubishi Lancer Evo IX   |                                  |
| 2008 | Jukka Hiltunen         | Jarkko Kalliolepo   | Ford Focus RS WRC '03      |                                  |
| 2009 | Kert Uus               | Alo Ivask           | Mitsubishi Lancer Evo IX   | Harju KEK Ralliklubi             |
| 2010 | Egon Kaur              | Erik Lepikson       | Subaru Impreza STi N12     | MM Motorsport                    |
| 2011 | Jānis Vorobjovs        | Guntars Zičans      | Mitsubishi Lancer Evo X    | Vorobjovs Racing                 |
| 2012 | Aleksiej Łukjaniuk     | Aleksiej Arnautow   | Mitsubishi Lancer Evo VII  | RayBan Rally Style               |
| 2013 | Georg Gross            | Raigo Mõlder        | Ford Focus RS WRC '08      | OT Racing                        |
| 2014 | Siim Plangi            | Marek Sarapuu       | Mitsubishi Lancer Evo X    | G.M. Racing SK                   |
| 2015 | Egon Kaur              | Annika Arnek        | Mitsubishi Lancer Evo IX   | Kaur Motorsport                  |
| 2016 | Kalle Rovanperä        | Risto Pietiläinen   | Škoda Fabia R5             | TGS Worldwide OU                 |
| 2018 | Georg Gross            | Raigo Mõlder        | Ford Fiesta RS WRC         | OT Racing                        |
| 2019 | rajd odwołany          | rajd odwołany       | rajd odwołany              | rajd odwołany                    |